# Harry Potter et la Chambre des secrets (jeu vidéo)
Harry Potter et la Chambre des secrets est un jeu vidéo d'action-aventure publié par Electronic Arts inspiré du roman Harry Potter et la Chambre des secrets de J.K. Rowling, et du film homonyme. Il est publié en 2002 sur consoles PlayStation 2, Xbox, GameCube et Game Boy Advance. Il est en parallèle développé par Amaze Entertainment sur les supports Windows et Game Boy Color. Une version originale est également créée sur PlayStation par Argonaut Games. Il s'agit également du dernier jeu vidéo Harry Potter publié sur PlayStation.

## Scénario

### Résumé
Le joueur incarne le personnage de Harry et explore les jardins de Poudlard. Au fil de la progression du jeu, le joueur croise des événements liés au deuxième ouvrage de la série. Le joueur apprend à voler sur un balai et à épeler des formules magiques afin de combattre des boss, notamment. Chaque nouvelle formule s'accompagne d'un défi que le joueur doit réussir avant la fin du temps imparti. Plus tard dans le jeu, le joueur relève des défis sans aucune limite de temps et que ne sont pas liés aux formules magiques. Deux boss  apparaissent dans toutes les versions : Aragog, l'araignée de Hagrid dans la forêt interdite, et Le basilic, dans la Chambre des secrets.

### Narration
La narration est assurée par Daniel Gall. Le personnage de Harry Potter est plus communicatif que dans le volet précédent. Il donne lui-même des indications au joueur qui le dirige.

## Système de jeu

### Progression
Comme le précédent volet, le jeu se déroule à la manière d'un jeu d'aventure agrémenté de nombreuses phases de plate-forme. Pour apprendre un nouveau sortilège, le joueur doit cette fois appuyer sur les flèches correspondantes à celles indiquées sur le parcours que produit la baguette magique au-dessus du symbole tracé sur l'écran. Le sort appris peut ensuite être utilisé lors d'une action ultérieure. Le jeu, à l'image du précédent de la série, est une exploration des recoins du château où le sort correspondant à une action possible vient s'activer de lui-même lorsque Harry sonde un endroit clé avec sa baguette. Le but est d'activer des mécanismes ouvrant des passages secrets, des portes scellées, ou faire léviter des objets pour poursuivre l'aventure.
Chaque défi lancé par un professeur, après l'apprentissage d'un sortilège, se clôture par l'acquisition d'une grande étoile d'or à la fin d'un parcours où le sort en question doit être mis en pratique. Des points sont attribués à Gryffondor à chaque fin de parcours.
Dans cet épisode, le joueur a la possibilité d'échanger auprès des autres élèves des dragées surprises contre des ingrédients, qui lui permettront de fabriquer ses propres potions.

### Phases de plates-formes
Tout au long du jeu, Harry doit parcourir les couloirs et salles du château, tout en récupérant des dragées surprises de Bertie Crochue, chocogrenouilles ou cartes de sorciers célèbres dispersés sur son parcours ou dans des coffres qu'il lui faut déverrouiller.

### Graphismes et jouabilité
Le décor du jeu est coloré et respecte l'univers décrit dans le livre. À la différence de l'épisode précédent, les visages des personnages ne sont plus figés mais les lèvres bougent et les traits sont expressifs.
Comme pour l'épisode précédent, la vue du jeu est à la troisième personne. La caméra est fixe et suit les mouvements du personnage par l'arrière, placée légèrement au-dessus de sa tête. Sur la version PC, le joueur dirige le personnage avec les flèches du clavier et utilise le bouton gauche de la souris pour activer la magie de sa baguette et reproduire des sortilèges.

## Versions
Les versions PC et PlayStation sont légèrement différentes des autres versions. Certains niveaux n'y figurent pas (la maison des Weasley, l'allée des embrumes), il n'y a pas de niveau bonus avec le balai volant et il y a trois mini-boss : Peeves l'esprit frappeur, et deux gros crabes de feu.

## Accueil
Le jeu est favorablement accueilli par la presse spécialisée. Entertainment Weekly lui attribue une note de B+. Le site web AllGame attribue à la version PlayStation 2 une note de 3,5 sur 5 étoiles, citant notamment des environnements bien détaillés. Le magazine Electronic Gaming Monthly attribue une note de 8 sur 10 à la version Game Boy Advance, de 7,33 sur 10 à la version Game Boy Color et une note de 7,5 sur 10 à la version PlayStation 2. GamePro attribue à toutes les versions (sauf PC et PS) une note moyenne de 3 sur 5,,,,.
La bande-son du jeu, effectuée par Jeremy Soule, est récompensée du BAFTA Games Award dans la catégorie de « meilleure musique de jeu ».